# Rituvíkar kirkja
Rituvíkar kirkja er en kirke på Færøerne fra 1955 i Rituvík på Eysturoy.
Den tilhører Færøernes folkekirke. Kirken har 300 siddepladser.
Rituvík Kirkja hører under Glyvrar kirkesogn. Kirken er hvidmalet med rødt træværk. Kortilbygningen er bredere og lavere end skibet og over vestenden er der opført en retvendt tagrytter med pyramidetag. Indvendigt er kirken malet i en lys brun farve, med hvidt halvtøndehvælv. Stolestaderne har et blåmalet rundt felt med en gylden stjerne.

Altertavlen "Forklarelsen på bjerget" er et maleri af Sigmund Petersen, Tvøroyri, en gave fra bygdens kvinder. Prædikestolen er ottekantet, på en smallere fod, ligesom døbefonten. Altersølvet er er en gave fra præsten Fibiger-Jensen. Lysestager og lysekroner er skænket til kirken af folk med tilknytning til søfarten. Kirkens ene kirkeklokke er købt af Torvaldi Hjelm fra Vágur og stammer fra en portugisisk skonnert "Florentine", der strandede ved Grønland i 1947. Da kirken fyldte 40 år i 1995 fik den en ny klokke. Den er støbt i Tønsberg i Norge og vejer 280 kg og har en diameter på 79 cm. Kirkeskibet er en model af sluppen "William Martin". Orgelet er et Verland Johansen (fo) pibeorgel fra 1983 med 15 stemmer.

## Historie
I begyndelsen af 1950'erne nedsatte indbyggerne i Rituvík et kirkeudvalg, hvis formål var at få bygget en kirke i bygden. Arkitekten H.C.W. Tórgarð tegnede kirken. Rengøring, undergrund og vej til kirken er udført i fællesskab og ulønnet af folket i Rituvík. Jógvan Lamhauge stod for byggeriet. Grundstenen til kirken blev nedlagt den 1. maj 1953. Den 18. december 1955 blev kirken indviet.